# Щаница

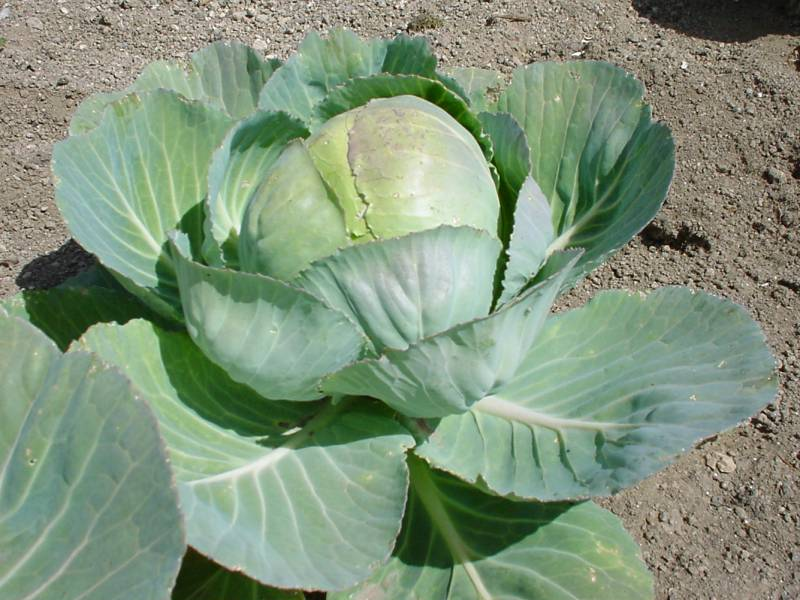
На щаницу идут зелёные листья белокочанной капусты

Щани́ца (щени́ца, щини́ца, ки́сленица, крошево, хряпа) — квашеные, мелко нарубленные верхние листы белокочанной капусты, сохраняющие тёмно-зелёный цвет. Готовится по такому же рецепту, как и квашеная капуста. Используется как основной ингредиент для приготовления щей. Приготовленные из щаницы щи, как правило, называют «серыми».

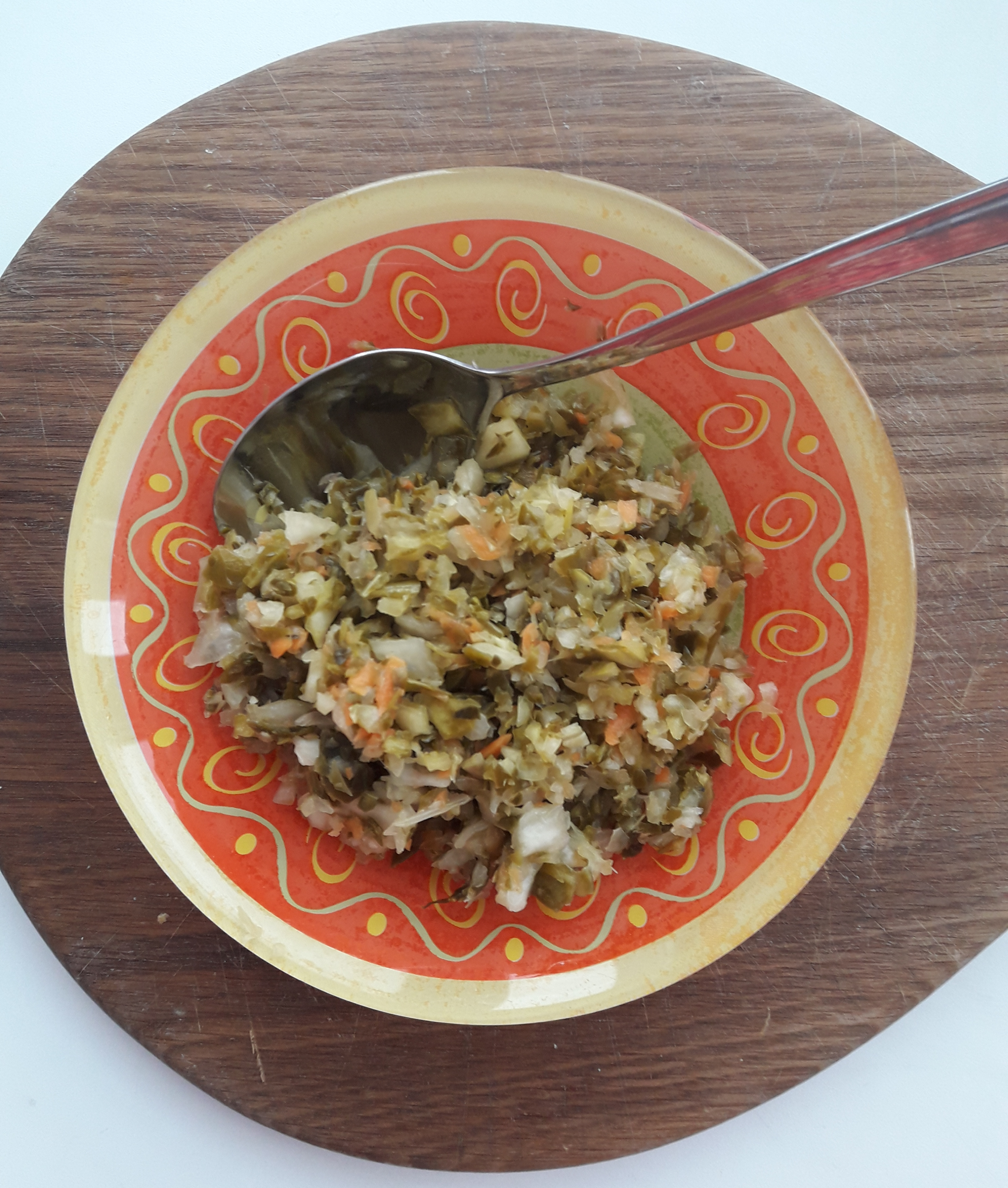
Заготовка для серых щей — крошево (щаница)

Такие щи требуют долгого томления и существенно отличаются вкусом от приготовленных из обычной квашеной капусты.

## История названия
Поскольку верхние зелёные листья кочанов грубее, чем обычная капуста, то их не шинкуют, а очень мелко рубят сечкой, чтобы получилась крошка. Отсюда распространено историческое название крошево. «Крошево» — крошка, крошить, то, что накрошено — определение словаря Даля. «Копорское крошево и кисло, и дёшево» — так говорили, к примеру, про иван-чай.
Крошевом именовалось блюдо, которое было предшественником нынешнего варианта бефстроганов. Крошёная говядина или крошево — рецепты с таким названием существовали в России начала XVIII века. Их можно встретить в «Календаре поваренном», 1808 года издания, который советует «мягкий кусок говядины изрубить мелко поваренным ножом с прибавкой ветчинного сала, мозга из костей, гвоздики, соли, а затем обжарить в коровьем масле и подбить сметаной». Также слово «крошево» родственно слову «окрошка». Название заготовки щаница популярно в Сибири, на Псковщине — хряпа, в других областях — кислица, крошево.

## Особенности рецепта
Верхние зелёные листья от капусты тщательно моют, вырезают плотную часть. Мелко рубят. По вкусу добавляют мелконарезанную морковь. Всё смешивают и добавляют соль, хорошо мнут руками, чтобы капуста дала сок. Раскладывают капусту в банки или эмалированную посуду. На дно ёмкости сыпят ржаную муку или ржаные сухари.
Сверху капусты кладут гнёт. На следующий день проверяют, если выделилось мало сока — добавляют немного воды. Капуста должна простоять в тёплом месте 5-7 дней, пока не заквасится. Обязательно протыкать капусту деревянной шпажкой каждый день 2 раза. Готовую капусту хранят в банках или погребе, холодильнике или в пакете в морозильной камере.